# Al-Sayed Hamdy
Al-Sayed Hamdy (al-Fayyum, 1º marzo 1984) è un ex calciatore egiziano,di ruolo attaccante.